# Pavlo Tychyna
Pavlo Hrigorovich Tychyna (em ucraniano: Павло Григорович Тичина; 23 de janeiro de 1891 - 16 de setembro de 1967) foi um poeta, tradutor e estadista ucraniano, mais conhecido pelos seus grandes poemas líricos que glorificavam a Ucrânia que ele escreveu em associações literárias na Ucrânia na década de 1920.